# بسپارش رادیکال
بسپارش رادیکال آزاد (به انگلیسی: free-radical polymerization)، روشی برای پلیمریزاسیون است که در آن پلیمر با افزودن متوالی بلوک‌های ساختاری رادیکال آزاد ( واحدهای تکرارشونده ) تشکیل می‌شود. رادیکال‌های آزاد می‌توانند با مکانیسم‌های مختلفی تشکیل شوند که معمولاً شامل مولکول‌های آغازگر جداگانه‌ای هستند. در شروع تولید، رادیکال آزاد آغازگر، واحدهای مونومر (غیر رادیکال) را تولید می‌کند و در نتیجه زنجیره پلیمری را رشد می‌دهد.
پلیمریزاسیون رادیکال آزاد یک مسیر سنتز کلیدی برای به دست آوردن طیف گسترده‌ای از پلیمرها و کامپوزیت‌های مواد مختلف است.  فعل و انفعالات شیمیایی رادیکال آزاد ماهیت نسبتا غیر اختصاصی‌ای دارند، که آن را به یکی از متنوع ترین شکل های پلیمریزاسیون در دسترس تبدیل می‌کند و امکان واکنش‌های آسان در انتهای زنجیره‌های رادیکال آزاد پلیمری و سایر مواد شیمیایی را فراهم می‌کند. در سال 2001، 40 میلیارد پوند از 110 میلیارد پوند پلیمرهای تولید شده در ایالات متحده توسط پلیمریزاسیون رادیکال آزاد تولید شد.

پلیمریزاسیون زنجیره ای که در آن حامل‌های زنجیر-جنبشی رادیکال هستند.
نکته: معمولاً انتهای زنجیره در حال رشد دارای یک الکترون جفت نشده است.

## مرحله آغاز
"آغاز" اولین مرحله از فرآیند پلیمریزاسیون است. در حین مرحله «آغاز»، یک مرکز فعال ایجاد می‌شود که از آن یک زنجیره پلیمری تولید می‌شود. همه مونومرها به همه انواع آغازگرها حساس نیستند. «آغاز» رادیکال روی پیوند دوگانه کربن-کربن مونومرهای وینیل و پیوند دوگانه کربن-اکسیژن در آلدئیدها و کتون ها بهترین عملکرد را دارند. «آغاز» دو مرحله دارد. در مرحله‌ی اول یک یا دو رادیکال از مولکول‌های آغازگر ایجاد می‌شود. در مرحله‌ی دوم، رادیکال‌ها از مولکول‌های آغازگر به واحدهای مونومر موجود منتقل می‌شوند. چندین انتخاب برای این آغازگر در دسترس است.

### انواع آغاز و آغازگر

#### تجزیه حرارتی
آغازگر حرارت داده می‌شود تا زمانی که یک پیوند به صورت همولیتیک جدا شود و دو رادیکال تولید کند (شکل 1). این روش اغلب با پراکسیدهای آلی یا ترکیبات آزو استفاده می‌شود.

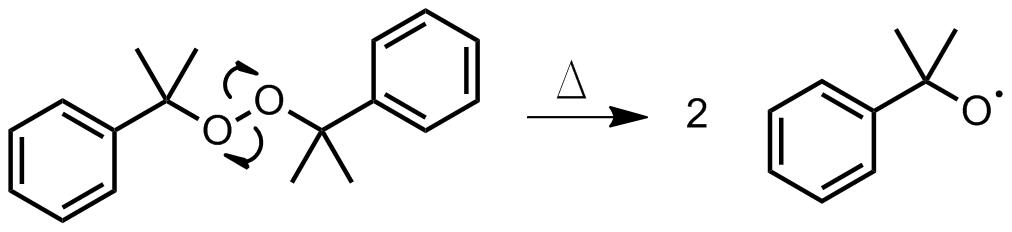
شکل 1: تجزیه حرارتی دی کومیل پراکسید

#### نورکافت
تشعشعات یک پیوند را به صورت همولیتیک می‌شکند و دو رادیکال تولید می‌کند (شکل 2).این روش اغلب برای یدیدهای فلزی، آلکیل‌های فلزی و ترکیبات آزو استفاده می‌شود.

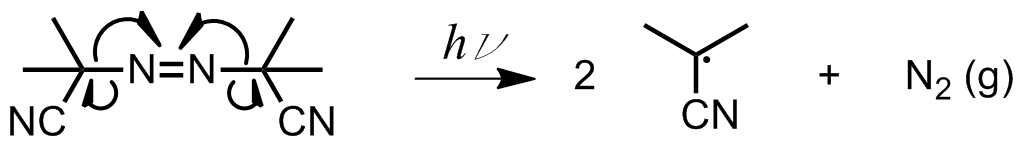
شکل 2: فتولیز آزوایزوبوتیل نیتریل (AIBN)

هنگامی که رادیکال در پایین ترین حالت سه گانه برانگیختگی خود قرار دارد، آغازگر نوری می تواند با جداسازی دو مولکولی H همراه باشد.  یک سیستم آغازگر نوری قابل قبول باید شرایط زیر را برآورده کند:
- جذب بالا در محدوده 300-400 نانومتر.
- تولید کارآمد رادیکال‌هایی که قادر به حمله به پیوند دوگانه آلکن مونومرهای وینیل هستند.
- حلالیت کافی در سیستم بایندر (پیش پلیمر + مونومر).
- نباید بوی زرد یا نامطبوع را به مواد پخته شده وارد کند.
- آغازگر نوری و هر محصول جانبی که با استفاده کردن از آن تولید می‌شود باید غیر سمی باشد.

#### واکنش‌هایاکسایش-کاهش
کاهش هیدروژن پراکسید یا یک آلکیل هیدروژن پراکسید توسط آهن (شکل 3). کاهنده‌های دیگری مانند Cr 2+ ، V 2+ ، Ti 3+ ، Co 2+ و Cu + را می‌توان در بسیاری از موارد به جای یون آهن به کار برد.

#### پلاسما
یک مونومر گازی تحت شرایطی که پلاسما (مولکول‌های گاز یونیزه شده) ایجاد می‌شود، در یک تخلیه الکتریکی با فشار کم قرار می‌گیرد. در برخی موارد، سیستم گرم می‌شود و/یا در یک میدان فرکانس رادیویی قرار می‌گیرد تا به ایجاد پلاسما کمک کند.

### کارایی آغازگر
به دلیل واکنش‌های جانبی، همه رادیکال‌هایی که از تفکیک مولکول‌های آغازگر تشکیل می‌شوند، مونومرها را برای تشکیل زنجیره‌های پلیمری اضافه نمی‌کنند. "ضریب کارایی: f" به عنوان کسری از آغازگر اصلی که به واکنش پلیمریزاسیون کمک می‌کند، تعریف می‌شود. حداکثر مقداری که برای f تعریف می‌شود 1 است، اما مقادیر معمولی از 0.3 تا 0.8 متغیر است.
انواع واکنش‌های زیر می توانند کارایی آغازگر را کاهش دهند.

#### نوترکیبی اولیه
دو رادیکال قبل از شروع یک زنجیره با هم مجددا ترکیب می‌شوند (شکل 4). این در داخل قفس حلال رخ می‌دهد، به این معنی که هنوز هیچ حلالی بین رادیکال‌های جدید قرار نگرفته است.

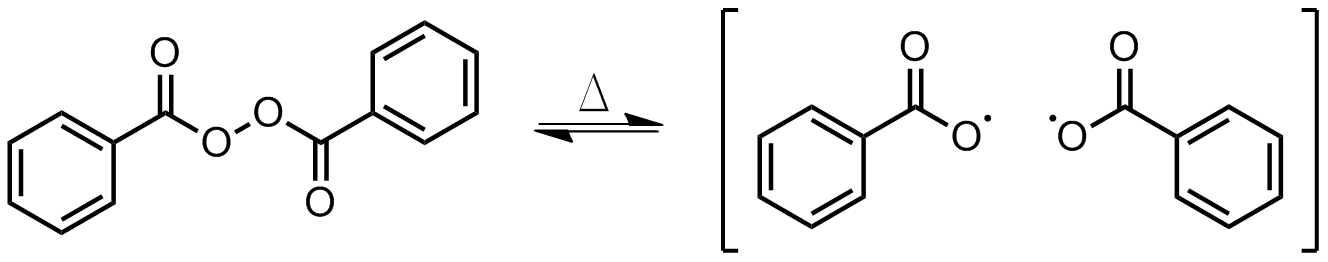
شکل 4: نوترکیب اولیه BPO؛ براکت‌ها نشان می‌دهند که واکنش در داخل قفس حلال اتفاق می‌افتد

#### سایر مسیرهای نوترکیبی
دو آغازگر رادیکال قبل از شروع یک زنجیره دوباره با هم ترکیب می‌شوند، اما نه در قفس حلال (شکل 5).

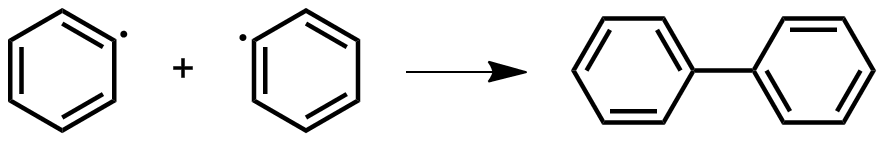
شکل 5: نوترکیب رادیکال های فنیل از شروع BPO در خارج از قفس حلال

#### واکنش‌های جانبی
یک رادیکال قابل تولید به جای سه رادیکال  تولید می‌شود (شکل 6).

## مرحله تکثیر
در طی پلیمریزاسیون، یک پلیمر بیشتر وقت خود را صرف افزایش طول زنجیره یا تکثیر می‌کند. پس از تشکیل آغازگر رادیکال ، به یک مونومر حمله می‌کند (شکل 7).  در یک مونومر اتن، یک جفت الکترون به طور ایمن در یک پیوند سیگما بین دو کربن نگه داشته می‌شود، دیگری به صورت آزادتر در یک پیوند پی نگه داشته می‌شود. رادیکال آزاد از یک الکترون پیوند پی برای تشکیل پیوندی پایدارتر با اتم کربن استفاده می کند. الکترون دیگر نیز به اتم کربن دوم باز می‌گردد و کل مولکول را به رادیکال دیگری تبدیل می‌کند. این زنجیره پلیمری را آغاز می‌کند. شکل 8 نشان می‌دهد که چگونه اوربیتال های یک مونومر اتیلن با یک آغازگر رادیکال برهمکنش می‌کنند.

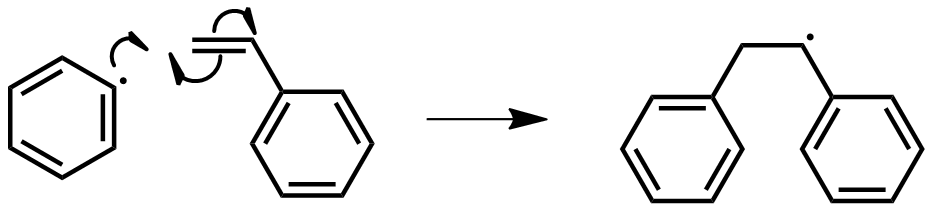
شکل 7: آغازگر فنیل از بنزوئیل پراکسید (BPO) به مولکول استایرن برای شروع زنجیره پلیمری حمله می‌کند.

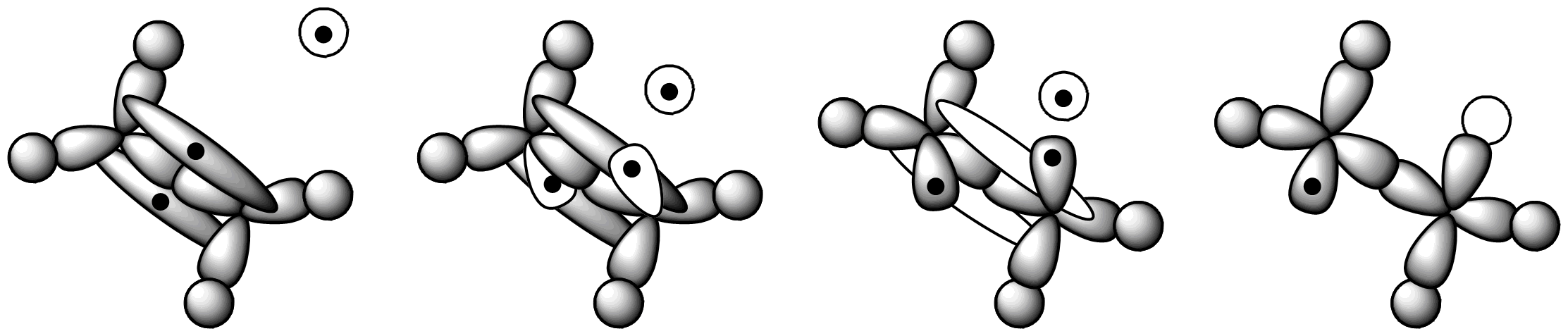
شکل 8: ترسیم مداری حمله آغازگر به مولکول اتیلن، که شروع زنجیره پلی اتیلن را تولید می‌کند.

هنگامی که یک زنجیره آغاز شد، زنجیره منتشر می‌شود (شکل 9) تا زمانی که دیگر مونومر وجود نداشته باشد ( پلیمریزاسیون زنده ) یا تا زمانی که "خاتمه" رخ دهد. بسته به عوامل متعددی مانند واکنش رادیکال و زنجیره‌ای، حلال و دما ممکن است از چند تا هزاران مرحله انتشار وجود داشته باشد.   مکانیسم انتشار زنجیره به شرح زیر است:

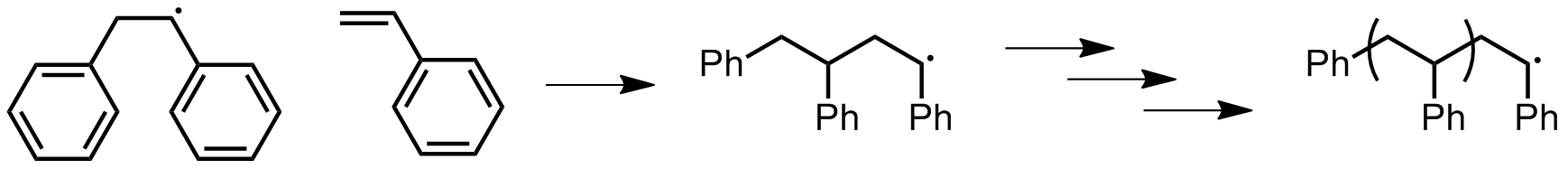
شکل 9: تکثیر پلی استایرن با آغازگر رادیکال فنیل.

## مرحله خاتمه
خاتمه زنجیره در پلیمریزاسیون رادیکال به دلیل واکنش پذیری زیاد رادیکال‌ها اجتناب ناپذیر است. خاتمه می‌تواند توسط چندین مکانیسم مختلف رخ دهد. اگر هدف تولید زنجیره های طولانی‌تر است، غلظت آغازگر باید پایین نگه داشته شود. در غیر این صورت، زنجیره های کوتاه تر بسیاری ایجاد می‌شود.
- ترکیب دو انتهای زنجیره فعال: ممکن است یکی یا هر دو فرآیند زیر رخ دهد.
  - "ترکیب": دو انتهای زنجیره به سادگی به هم متصل می‌شوند تا یک زنجیره بلند را تشکیل دهند (شکل 10). می‌توان با نظارت بر وزن مولکولی گونه‌های تکثیر کننده تعیین کرد که آیا این حالت خاتمه رخ می‌دهد یا خیر: «ترکیب» منجر به دو برابر شدن وزن مولکولی می‌شود. همچنین، «ترکیب» منجر به پلیمری می‌شود که C2 متقارن با نقطه ترکیب است.[۷]شکل 10: خاتمه با ترکیب دو پلیمر پلی (وینیل کلراید) (PVC).

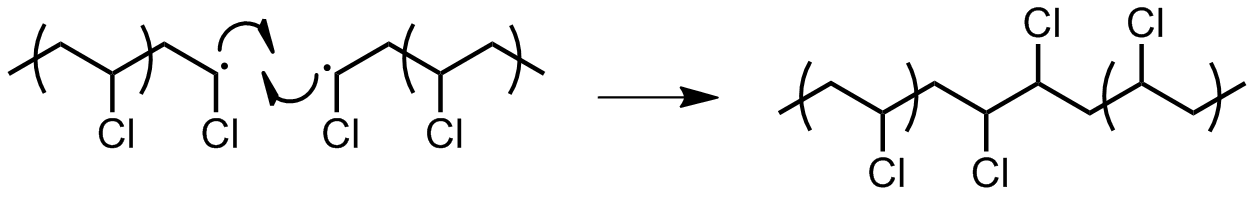
شکل 10: خاتمه با ترکیب دو پلیمر پلی (وینیل کلراید) (PVC).

  - عدم تناسب رادیکال : یک اتم هیدروژن از یک انتهای زنجیره به دیگری جدا می‌شود و پلیمری با گروه غیراشباع انتهایی و پلیمری با گروه اشباع انتهایی تولید می‌کند (شکل 11).[۱۰]شکل 15: خاتمه با عدم تناسب پلی (متیل متاکریلات).

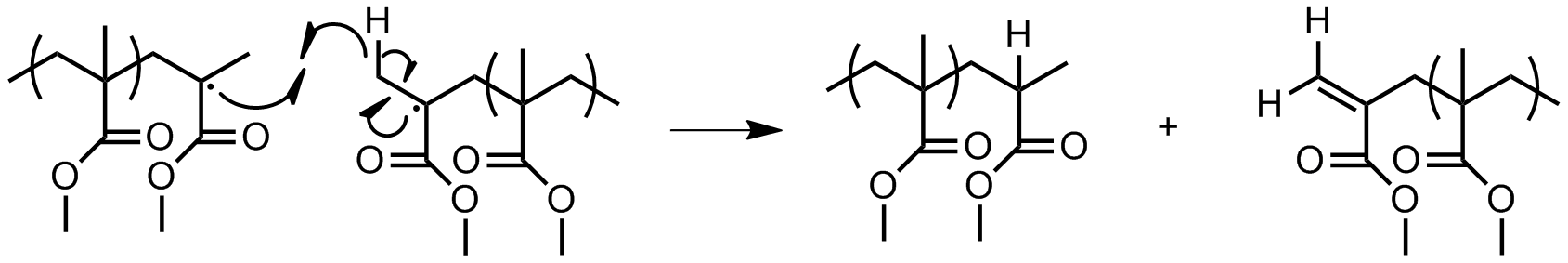
شکل 15: خاتمه با عدم تناسب پلی (متیل متاکریلات).

- ترکیب انتهای زنجیره فعال با رادیکال آغازگر (شکل 12)[۳]شکل 12: پایان PVC با واکنش با آغازگر رادیکال.

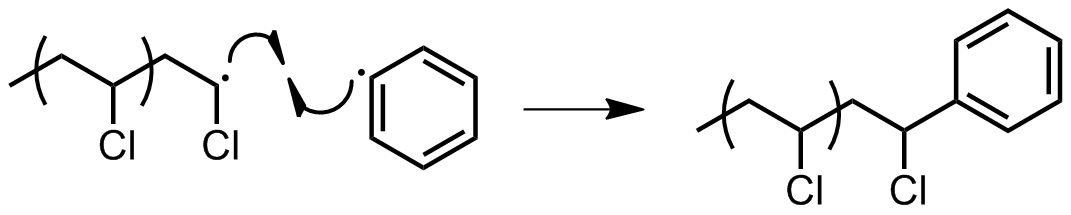
شکل 12: پایان PVC با واکنش با آغازگر رادیکال.

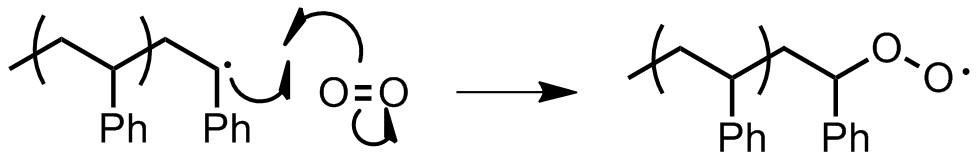
شکل 13: مهار انتشار پلی استایرن در اثر واکنش پلیمر با اکسیژن مولکولی.

- تعامل با ناخالصی‌ها یا بازدارنده‌ها . اکسیژن بازدارنده‌ای رایج است. زنجیره در حال رشد با اکسیژن مولکولی واکنش داده و یک رادیکال اکسیژن تولید می‌کند که واکنش پذیری بسیار کمتری دارد (شکل 13). این به طور قابل توجهی سرعت انتشار را کاهش می‌دهد.شکل 13: مهار انتشار پلی استایرن در اثر واکنش پلیمر با اکسیژن مولکولی.نیتروبنزن ، هیدروکسیل تولوئن بوتیله، و دی فنیل پیکریل هیدرازیل ( DPPH ، شکل 14) چند بازدارنده دیگر هستند. DPPH به دلیل تثبیت رزونانس رادیکال، یک بازدارنده موثر است. [۳]شکل 14: مهار زنجیره پلیمری R توسط DPPH.

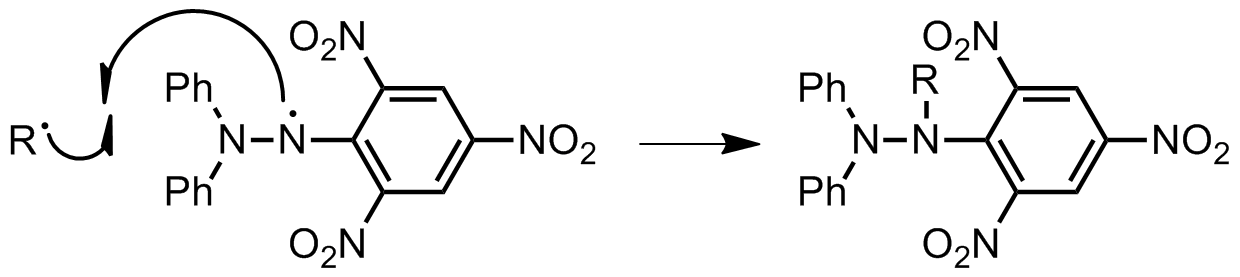
شکل 14: مهار زنجیره پلیمری R توسط DPPH.

## روش‌های پلیمریزاسیون رادیکال
چهار روش صنعتی برای پلیمریزاسیون رادیکال وجود دارد:
- پلیمریزاسیون حجیم: مخلوط واکنش فقط حاوی آغازگر و مونومر، بدون حلال است.
- پلیمریزاسیون محلول: مخلوط واکنش حاوی حلال، آغازگر و مونومر است.
- پلیمریزاسیون سوسپانسیون: مخلوط واکنش شامل یک فاز آبی، مونومر نامحلول در آب و آغازگر محلول در قطرات مونومر است (هم مونومر و هم آغازگر آبگریز هستند).
- پلیمریزاسیون امولسیونی: مشابه پلیمریزاسیون سوسپانسیونی است با این تفاوت که آغازگر در فاز آبی به جای قطرات مونومر محلول است (مونومر آبگریز است و آغازگر آب دوست است).

## کاربردها
پلیمریزاسیون رادیکال‌های آزاد کاربردهایی از جمله ساخت پلی استایرن ، الاستومرهای کوپلیمر بلوک ترموپلاستیک ،  استنت های قلبی عروقی،  سورفکتانت های شیمیایی  و روان کننده‌ها پیدا کرده‌اند. کوپلیمرهای بلوکی نیز برای طیف گسترده‌ای از کاربردها از جمله چسب، کفش و اسباب بازی‌ها استفاده می‌شوند.